# Boa Esperança (Paraná)
Boa Esperança is een gemeente in de Braziliaanse deelstaat Paraná. De gemeente telt 4.742 inwoners (schatting 2009).